# Rafiroiu-kereszt
Az aradi Rafiroiu-kereszt műemlékké nyilvánított szobor Romániában, Arad megyében. A romániai műemlékek jegyzékében az AR-III-m-B-00662 sorszámon szerepel.